# Oakville (Missouri)
Oakville és una concentració de població designada pel cens dels Estats Units a l'estat de Missouri. Segons el cens del 2000 tenia 35.309 habitants.

## Demografia
Segons el cens del 2000, Oakville tenia 35.309 habitants, 12.530 habitatges, i 9.923 famílies. La densitat de població era de 847,8 habitants per km².
Dels 12.530 habitatges en un 39,1% hi vivien nens de menys de 18 anys, en un 69,6% hi vivien parelles casades, en un 7% dones solteres, i en un 20,8% no eren unitats familiars. En el 17,3% dels habitatges hi vivien persones soles el 5,8% de les quals corresponia a persones de 65 anys o més que vivien soles. El nombre mitjà de persones vivint en cada habitatge era de 2,81 i el nombre mitjà de persones que vivien en cada família era de 3,2.
Per edats la població es repartia de la següent manera: un 27% tenia menys de 18 anys, un 8,9% entre 18 i 24, un 26,8% entre 25 i 44, un 27,6% de 45 a 60 i un 9,6% 65 anys o més.
L'edat mediana era de 38 anys. Per cada 100 dones de 18 o més anys hi havia 94 homes.
La renda mediana per habitatge era de 68.248 $ i la renda mediana per família de 76.223 $. Els homes tenien una renda mediana de 52.123 $ mentre que les dones 33.604 $. La renda per capita de la població era de 26.750 $. Entorn del 2% de les famílies i el 2,8% de la població estaven per davall del llindar de pobresa.

## Poblacions més properes
El següent diagrama mostra les poblacions més properes.